# Loss (Band)
Loss (englisch Verlust) ist eine in Nashville, Tennessee gegründete Funeral-Doom-Band.

## Geschichte
Loss wurden im Oktober 2003 von Jay LeMaire, Timothei Lewis, Mike Meacham und John Anderson gegründet, um ihre Vorstellung von Funeral Doom zu verwirklichen. Die Band nahm mehrere nur mit dem Aufnahmedatum benannte Demobänder auf, die sie an verschiedene Unternehmen, Clubs und Promoter verschickte, um potentielle Kontakte zu knüpfen. Neben Auftrittsmöglichkeiten erlangte die Gruppe so die Möglichkeit, ein Demoband unter dem Titel Life Without Hope… Death Without Reason für das japanische Label Weird Truth Productions aufzunehmen. Zu den Aufnahmen brachte sich Neil „N. Imperial“ Jameson von Krieg und Twilight, der die Gruppe gelegentlich auch live unterstützte, ein. Das Demo erlangte Kultstatus bei Fans des Death- und Funeral-Dooms. Nach den überwiegend positiven Reaktionen bot Deathgasm Records an, das Demo als ergänzte EP im Jahr 2005 herauszubringen. Darauf folgten Split-EPs mit Necros Christos und Worship. Die Split-EP mit Worship wurde dem ehemaligen Worship-Gründungsmitglied und langjährigen Freund der Musiker, Max Varnier, gewidmet, welcher sich im Juli 2001 das Leben genommen hatte. Die EP war die erste Veröffentlichung Worships nach dem Suizid des Schlagzeugers. Das von Loss auf der EP enthaltene Stück An Ill Body Seats My Sinking Sight wurde aufgrund einer regen Nachfrage für das Debütalbum erneut aufgenommen. Loss begingen nach der Veröffentlichung eine Tour entlang der Ostküste der Vereinigten Staaten mit Keen of the Crow. Eine weitere Split-Veröffentlichung, diesmal mit Otesanek, Orthodox und Mournful Congregation folgte unter dem Titel Fo(u)r Burials. Unterdessen wurde der Band von Profound Lore Records ein Angebot unterbreitet. Im Mai 2011 erschien darauf das Debütalbum Despond über Profund Lore Records. Für die Aufnahmen des Albums wurde Brett Campbell von Pallbearer als Gastsänger hinzugezogen. Im darauf folgenden Jahr wurde Loss erneut Teil eines Splitalbums, das der Darstellung des Labels Profund Lore diente. Eine weitere Split-EP, diesmal mit Hooded Menace für Doomentia Records, folgte 2014. Mit Horizonless erschien im Mai 2017 das zweite Studioalbum der Gruppe. Das von Billy Anderson produzierte Album wurde ebenso wie das Debüt von Kritikern positiv Rezipiert und als innovatives Werk im Genre bezeichnet. Laut Metal.de könne sich das Album „die Top-Platzierung auf so einigen Bestenlisten sichern – zumindest, wenn es um Funeral Doom geht.“ In der Genrebezogenen Jahresbestenliste des Webzines Cvlt Nation gelang Horizonless sodann auf den zweiten Platz hinter Bell Witch. Mit Jef „Wrest“ Whitehead von Leviathan, Twilight und Lurker of Chalice wurde für ein Lied ein weiter Sänger aus dem Extreme Metal als Gastsänger eingebunden.

## Stil
Loss werden zumeist dem Funeral Doom zugerechnet. Die Gruppe wird mitunter mit Anathema, Katatonia, While Heaven Wept und Warning verglichen. Der Gesang wird laut Legacy „leise gegrowlt bis geflüstert“. Das Gitarrenspiel weise „leichte Anleihen beim Post-Rock“ auf und besäße eine hohe Eigenständigkeit. Das Riffing steht diesen melodiösen Momenten laut stereokiller.com gegenüber und „prügele erdrückend auf den Hörer ein“. Das Schlagzeugspiel wird hingegen als „dezent und zurückhaltend“ bezeichnet.

## Diskografie
- 2004: Life Without Hope… Death Without Reason (Demo, Weird Truth Productions)
- 2005: Life Without Hope… Death Without Reason (EP, Deathgasm Records)
- 2005: Necros Christos / Loss (Split-EP, Blood, Fire, Death)
- 2005: Worship / Loss (Split-EP, Painiac Records)
- 2008: Four Burials (Split-EP mit Mournful Congregation, Otesanek und Orthodox, Battle Kommand Records)
- 2011: Despond (Album, Profound Lore Records)
- 2012: Label Showcase - Profound Lore Records (Split-Album mit Yob, The Atlas Moth, Wolvhammer und Pallbearer, Scion Audio Visual / Profound Lore Records)
- 2014: A View from the Rope (Split mit Hooded Menace, Doomentia Records)
- 2017: Horizonless (Album, Profound Lore Records)